# Les Fiancés de Séville
Les Fiancés de Séville est un film muet français réalisé par Louis Feuillade et sorti en 1914.

## Fiche technique
- Scénario : Louis Feuillade, d'après son histoire
- Société de production : Société des Établissements L. Gaumont
- Pays d'origine : France
- Format : Muet - Noir et blanc - 1,33:1 - 35 mm
- Métrage : 486 m
- Genre : Court métrage
- Date de sortie : 
  - France : juillet 1914

## Distribution
- Edmond Bréon
- Renée Carl
- Fernand Herrmann
- Suzanne Le Bret
- Marthe Vinot
- Maurice Vinot